# 豐年祭
豐年祭是台灣原住民阿美族人古老傳統的一項祭祀活動，中文普遍稱呼為豐年祭，正式名稱則依各地用語不同稱為 Ilisin、Malalikid、Kiloma'an，日期則由各部落每年商議確認，多半位於陽曆的七月初至八月底。

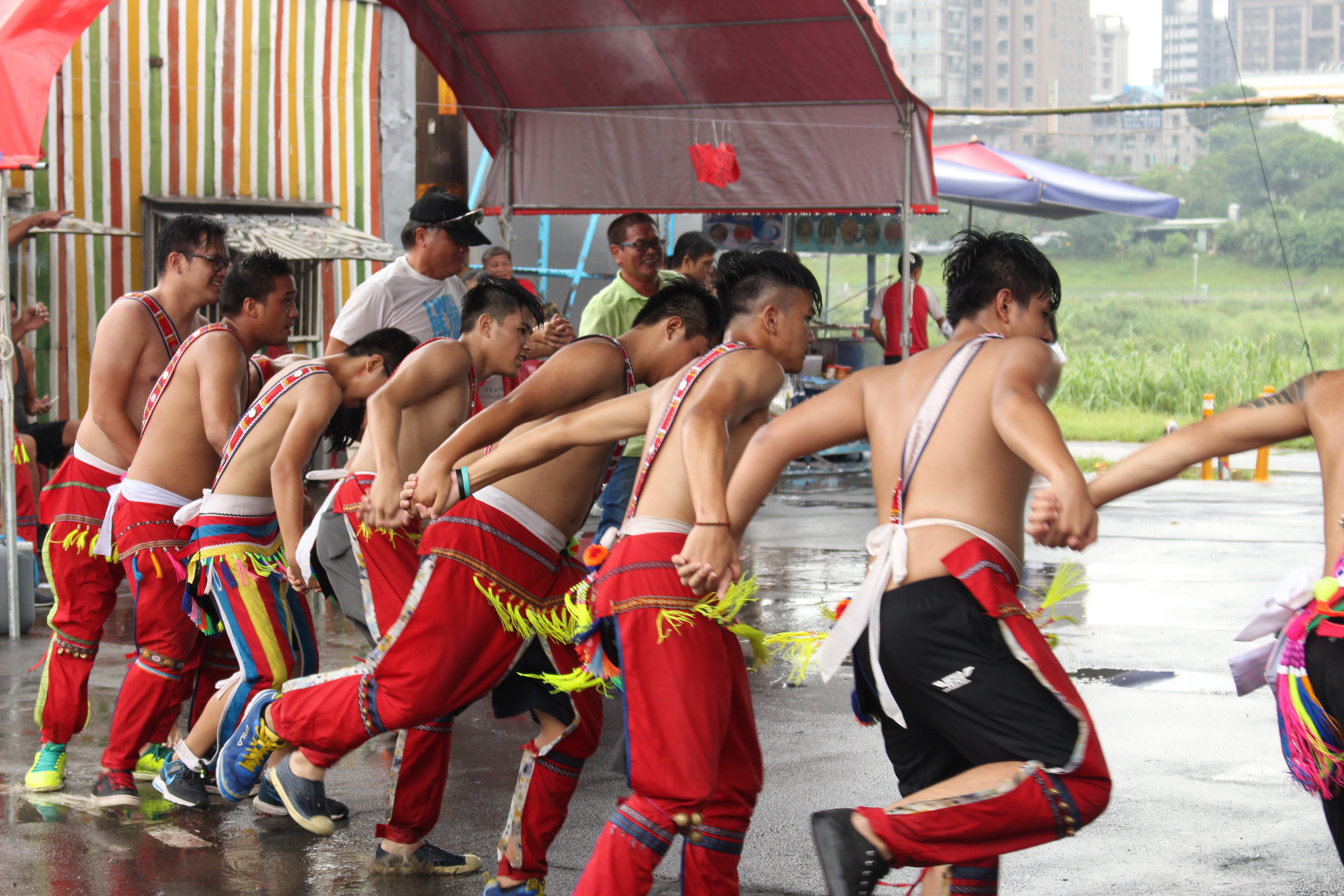
豐年祭時的溪洲部落青年

## 辭源
「豐年祭」儀式在各地的稱呼並不一致，南勢群主要稱為 malalikit、秀姑巒與海岸群多稱 ilisin、馬蘭與恆春群則稱 kiloma'an 居多。Malalikit 意涵包含「共同體驗時間的流動」，Kiloma'an 意思接近「與家族相關之場合」，而 Ilisin 指「在禁忌期間」之意。故「豐年祭」在各地的稱呼幾乎都不帶有「豐收」之意涵，僅是殖民政權自行詮釋的外來名稱。一些人認為「年祭」是較為中性的稱呼，因為此類祭儀確實是阿美族一年中最核心的活動，並有除舊佈新之意味。
在傳統上豐年祭舉行時間長達一個月，台灣日治時期日本人稱之為「月見祭」，中華民國接管台灣後改稱「豐年祭」延續至今，在當代已是多數人對阿美族祭典認知的統稱。

## 起源
阿美族各部落之間的豐年祭起源不完全相同。以光復鄉太巴塱部落的起源傳說為例，為太巴塱 ilisin（豐年祭）的起源神話。相傳 Mayaw Kakalawan 與 Unak Kakalawan（亦可拼寫為 Onak）兩兄弟是太巴塱起源祖先 Cihcih no Cidal 的後代，母親為 Lona'awaw。一日，兩兄弟隨著其 mama^（親近的父輩，可能是父親或舅父）至近郊狩獵，卻發現溪水異常混濁。兩人匯報父輩後，父輩斷定河水不可能自發混濁，必定有外人在上游處攪和溪水作祟，囑託兩兄弟明日用布袋取下外人首級。
翌日，兩兄弟成功在上游處找到背對他們的男子，以布袋套頭後取下首級，回到家稟報母親卻發現是 mama^ 本人。傷心欲絕的母親號令兩兄弟到外面獵取更多人頭賠罪；哥哥 Mayaw 因為垂直磨刀，導致刀鋒不利，只取五個首級，弟弟 Unak 斜向磨刀而取下三十個首級。兩人回到家中後，由母親教導殺人犯禁忌（lisin）後的祭祀道理，遂成為 ilisin 起源。
事後，Mayaw 因弒父與不如弟弟等因素傷心跺地，並開始被大地吞噬。弟弟 Unak 與母親嘗試將 Mayaw 拉出地面，但並不成功。Mayaw 與 Unak 兩兄弟在沉入地面後化為月亮的守衛星：金星，Mayaw 成為黃昏的金星，Unak 則為拂曉的金星。

## 過程

### 馬太鞍部落
以馬太鞍為例，豐年祭分為一天的準備日與三天的活動期。照例會有祈福的典禮，及族人帶著酒、糯米、檳榔與戰袍向天神祭拜並祈求活動順利成功，緊接著會依年齡階級敬老尊賢，以強化倫理觀念。豐年祭重要的意義是倫理意識與傳統的傳承，而非慶祝豐收。以往阿美族人以嚴密的年齡階層處之抵抗外族、分配部落工作、建立長幼有序的概念，所以在部落裡所有成年男子都會被編入年齡階層的體制中，年長者決策、發號施令，中壯年負責執行及督導，而體力勞動則由青年組擔綱。豐年祭時，青年組都要到會所接受團體訓練，有些部落也將男子成年禮併入豐年祭活動中舉辦。之後會舉行一連串競賽，包括傳統歌謠、汲水、捆柴、搗米等傳統技藝。各個年齡族之都會用極短的相聚時間，日以繼夜練習以追求榮譽。傳統技藝競賽，目的在於考驗體能，同時也提醒年輕人不要忘本。最後一天的情人之夜，女孩子若有喜歡的對象，可以主動上前將檳榔放進男生身上背著的情人袋；如果男生也有意的話，就將情人袋遞給女生背。

### 太巴塱部落

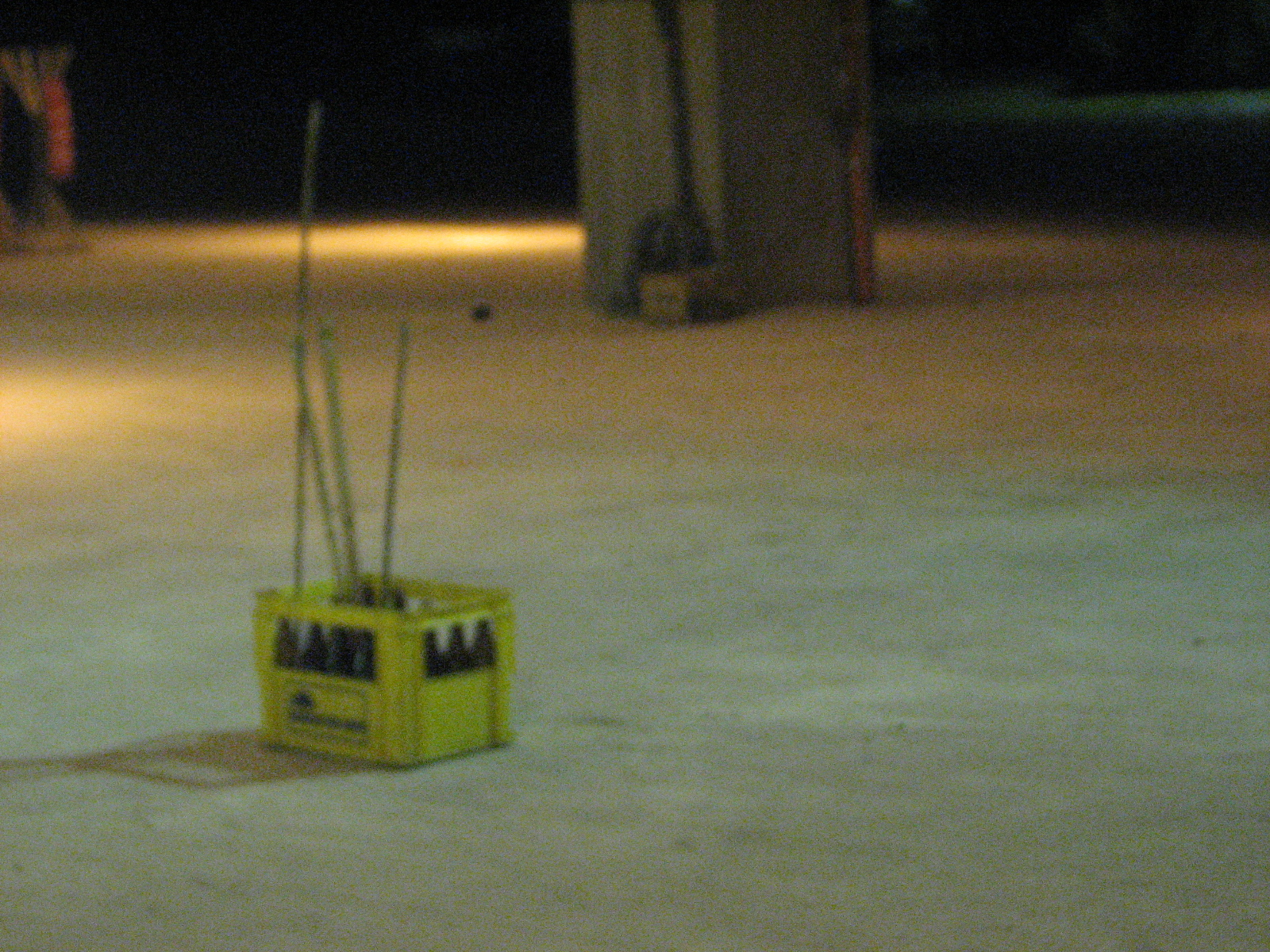
Cokor (長者) 與 Mifofol (短者)

#### 前訓
以太巴塱為例，在正式的豐年祭開始前會舉行 Sakalatamdaw ，意為成為人的訓練。前四天，男子階層會先在發祥地（Masafafoy／Saksakay）進行夜訓。夜訓時年齡階層分區圍著篝火坐下，聆聽上層階級對下層階級的勉勵與糾正，長者在訓勉同時會手持竹杖Cokor 讓馬拉道（Malataw）能一同到場，訓勉之後上層階層會改持較短的竹片 Mifofol 鞭打其家族成員或摯友的臀部，以表示驅除壞運，最上層階層會訓斥第二年齡階層，之後便先行離開；然後換成第二年齡階層訓斥第三年齡階層，依此持續到倒數第二階層訓斥最低年齡階層。豐年祭開始之前兩天，最年輕的兩個階層會山中進行 Misowac，為太巴塱青年必須參與的重要階層的訓練，其目的在於訓練年輕階層野外求生技巧，社交技巧，還需到山中採集藤心及山棕心以帶回部落敬老。豐年祭前一天，部落會派遣青年至奇美部落進行 Patakos，意為報訊息，為請求友好部落來拜訪以及協助祭典期間的軍事防衛，當晚年齡階層會舉行最後一次的夜訓，而最小的年齡階層需要留在篝火旁看守直到天亮。

#### 豐年祭

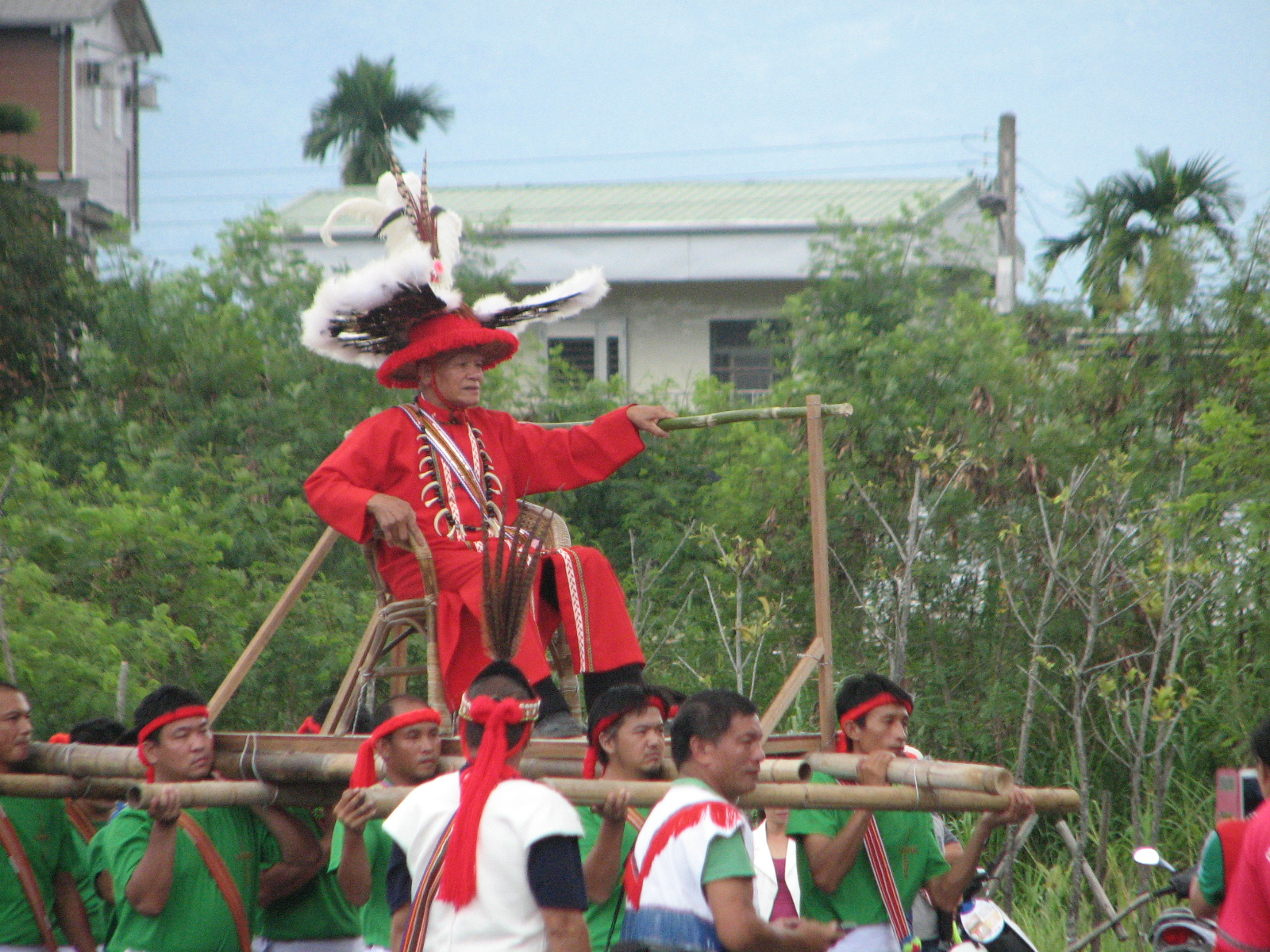
太巴塱頭目由部落青年扛轎進場

豐年祭正式開始會由 Komod（頭目）以及 Sapalengaw（祭司）到發祥地進行迎靈儀式，過程中忌諱女性進入。迎靈結束後及舉行敬老宴 Pakaranam，此時老者會視部落青年表現進行分食，被呼喚到的青年可以得到長者給予的豬肉，表示對部落貢獻的獎賞，青年們以視為榮譽。然後由青年將祖靈迎至活動會場開始為期四天的豐年祭。
第一天為豐年祭正式開始，奇美部落的青年會在這天來到太巴塱報訊息，這天晚上為太巴塱的迎新之夜，目的為迎接遠到的貴客。
第二天進行 Paloma'，意為在家裡開會，各階層會各自選擇階層中某位成員的家進行，期間由階層中的領導 Papaaro'（又稱 kakaholol）帶領進行 Malikoda 的訓練。若階級中有去世者，則會到喪家進行除喪慰問儀式 Miholol。
第三天白天部落會進行青年競技，以檢視部落青年的體能。晚上舉行「情人之夜」Milidofot，部落適婚女性會由母親帶領挑選將來的配偶，女孩子若有喜歡的對象，可以主動上前拉男生身上背著的情人袋並塞入檳榔，如果男生也有意的話就將情人袋遞給女生背並邀請女生進入 Malikoda 所圍的圓圈。
第四天部落階層會再次舉行 paloma'，結束之後會進入部落的重頭戲：Palimo'，此時部落的女性會攜帶家中珍藏的酒，在活動當中敬酒給自己的丈夫或是對家裡有貢獻的人，以慰勞一整年的辛勤。
活動的最後一天部落各階層會舉行 Mali'alac 以做總結，這一天部落各階層會尋找一靠近水源的地方，進行開齋以及相互潑水，祈求去除一整年的壞運。

### 馬蘭部落 Kiloma'an
流程  （页面存档备份，存于）
| Day1 | 觀察日/計畫會議:準備會議、決定日期。Misahafay、miasik to niyaro、 milikakawa                                                                        |
| Day2 | panemnem交代任務:pakafana’ to liteng迎靈日、misatera敬天祭日、 miromromay青年之父的試煉、pacaedong促使;命令;交付任務                                |
| Day3 | mikesi.malingad,pafataan、misakedac、micelem ilako solita orang cekiw pakadac.                                                                      |
| Day4 | mihinungay指揮中心；青年之父的底下，收現金稅(1)taying敬老金 (2)ineng公務金o mihiningar在管(3)收faes                                                 |
| Day5 | palaylay護衛minokay i niyaro、miraepis、midimood處理，經驗傳授i sefi.paawaw,motoytoy.mikelangay,晚上milaoday ko fafahiyan.                          |
| Day6 | misahemay分享日misafaes糯米飯(人吃的)misatoron是祭祀品 sapita’ong to kawas.’epah(人喝的)，lingalaw祭酒、pahemay(送faes)。                           |
| Day7 | kapah團聚日;masa’opo ko kapah,sicaedong to liko,大吉日不可以吵架，要維持社會制度，maaised競賽(不用lalifet)paseneng、milawi學習、 midihang讓你欣賞。 |

## 禁忌
- 活動期間忌諱打噴嚏，打噴嚏被視為凶兆。
- 豐年祭被視為是男子的活動，許多活動忌諱女子參與。
- 部落豐年祭第三天情人之夜不可開燈行房。

## 外部連結
- 一九八五年度花蓮縣豐濱鄉港口村阿美族豐年祭（118之118） （页面存档备份，存于），呂炳川錄製，臺灣音樂館典藏
- 豐濱鄉港口村阿美族豐年祭歌舞（18之1） （页面存档备份，存于），呂炳川錄製，臺灣音樂館典藏
- 光復鄉太平村阿美族豐年祭歌謠 （页面存档备份，存于），呂炳川錄製，臺灣音樂館典藏
- 吉安鄉南昌村阿美族豐年祭歌謠 （页面存档备份，存于），呂炳川錄製，臺灣音樂館典藏
- 瑞穗鄉奇美村阿美族豐年祭歌舞 （页面存档备份，存于），呂炳川錄製，臺灣音樂館典藏
- 瑞穗鄉奇美村阿美族豐年祭adawangay年齡階級之歌 （页面存档备份，存于），呂炳川錄製，臺灣音樂館典藏
- 東河鄉興昌村阿美族豐年祭歌謠 （页面存档备份，存于），呂炳川錄製，臺灣音樂館典藏
- 台東市馬蘭里阿美族豐年祭之歌 （页面存档备份，存于），呂炳川錄製，臺灣音樂館典藏